# Lista de partidos políticos na Iugoslávia
Este artigo lista os partidos políticos na Iugoslávia (1918–1991). O Reino da Iugoslávia foi um estado multipartidário (1918–1929, 1931–1941) e um estado de partido único sob uma ditadura real (1929–1931). A República Socialista Federativa da Iugoslávia foi um estado de partido único marxista-leninista (1945-1948), um estado de partido único titoísta (1948-1990) e também um estado multipartidário por um curto período antes da dissolução do estado (1990-1991).

## Partidos

### Reino da Iugoslávia (1918–1941)
| Nome | Nome | Ideologia                                                                  | Espectro                       | Atividade   |
| ---- | --- | -------------------------------------------------------------------------- | ------------------------------ | ----------- |
|      | Partido Agrário Земљорадничка странка Zemljoradnička stranka                                             | - Agrarianismo - Parlamentarismo                                           | Centro-direita                 | 1919 - 1945 |
|      | Partido Bunjevac-Šokac Буњевачко-шокачка странка Bunjevačko-šokačka stranka                              | - Agrarianismo - Conservadorismo                                           | Centro-direita                 | 1920 - 1926 |
|      | Partido Comunista da Iugoslávia Komunistička partija Jugoslavije Комунистичка партија Југославије        | - Comunismo - Marxismo-leninismo                                           | Esquerda para Extrema-esquerda | 1919 - 1921 |
|      | Partido Camponês Croata Hrvatska seljačka stranka                                                        | - Agrarianismo - Liberalismo - Regionalismo                                | Centro-direita                 | 1918 - 1945 |
|      | Partido Popular Croata Hrvatska pučka stranka                                                            | - Catolicismo político - Conservadorismo nacional - Conservadorismo social | Direita                        | 1919 - 1929 |
|      | Partido Democrático Демократска странка Demokratska stranka                                              | - Liberalismo - Iugoslavismo                                               | Centro                         | 1918 - 1945 |
|      | Džemijet Џемијет                                                                                         | - Islamismo - Nacionalismo albanês - Conservadorismo social                | Direita para Extrema-direita   | 1918 - 1924 |
|      | Partido Alemão Немачка странка / Nemačka stranka                                                         | - Interesses minoritários alemães - Parlamentarismo                        | Centro-direita                 | 1922 - 1929 |
|      | Partido Agrário Independente Samostojna kmetijska stranka                                                | - Agrarianismo - Regionalism - Liberalismo                                 | Centro-esquerda                | 1919 - 1926 |
|      | Partido Democrata Independente Самостална демократска странка / Samostalna demokratska stranka           | - Liberalismo - Descentralização                                           | Centro                         | 1924 - 1946 |
|      | Partido Federalista Montenegrino Црногорска федералистичка странка                                       | - Nacionalismo montenegrino - Conservadorismo nacional - Agrarianismo      | Direita para Extrema-direita   | 1923 - 1945 |
|      | Partido dos Direitos Stranka prava                                                                       | - Ultranacionalismo croata - Republicanismo - Conservadorismo nacional     | Direita para Extrema-direita   | 1918 - 1929 |
|      | Partido Radical Popular Народна радикална странка                                                        | - Nacionalismo sérvio - Iugoslavismo - Conservadorismo                     | Centro-direita para direita    | 1918 - 1945 |
|      | Partido Social-Democrata Iugoslavo Jugoslovanska socialdemokratska stranka                               | Social-democracia                                                          | Centro-esquerda                | 1918 - 1921 |
|      | Partido Social-Democrata da Iugoslávia Socijaldemokratska stranka Jugoslavije                            | Social-democracia                                                          | Centro-esquerda                | 1920 - 1921 |
|      | Partido Socialista Popular Народно-социјалистичка странка / Narodno-socijalistička stranka               | - Social-democracia - Liberalismo social                                   | Centro para Centro-esquerda    | 1919 - 1945 |
|      | Partido Popular Esloveno Slovenska ljudska stranka                                                       | - Conservadorismo - Democracia cristã - Regionalismo                       | Centro-direita                 | 1918 - 1945 |
|      | Partido Camponês Esloveno Slovenska kmetska stranka                                                      | - Agrarianismo - Liberalismo - Regionalismo                                | Centro                         | 1926 - 1929 |
|      | Partido Socialista da Iugoslávia Социјалистичка партија Југославије / Socijalistička partija Jugoslavije | - Socialismo - Republicanismo                                              | Esquerda                       | 1921 - 1941 |
|      | União Radical Iugoslava Југословенска радикална заједница / Jugoslovenska radikalna zajednica            | - Fascismo iugoslavo - Anticomunismo                                       | Extrema-direita                | 1934 - 1941 |
|      | Partido Nacional Iugoslavo Jugoslavenska nacionalna partija / Југословенска национална партија           | - Realismo - Antiliberalismo                                               | Direita                        | 1929 - 1941 |
|      | Partido Republicano Iugoslavo Југословенска републиканска странка / Jugoslovenska republikanska stranka  | - Republicanismo - Liberalismo                                             | Centro                         | 1920 - 1929 |
|      | Movimento Nacional Iugoslavo Југословенски народни покрет                                                | - Fascismo - Nacionalismo cristão - Conservadorismo nacional               | Extrema-direita                | 1935 - 1945 |
|      | Organização Muçulmana Iugoslava Jugoslavenska muslimanska organizacija                                   | - Nacionalismo muçulmano - Islamismo - Conservadorismo                     | Direita                        | 1919 - 1941 |

### República Socialista Federativa da Iugoslávia (1945–1992)
| Nome                                                          | Nome                                                                                        | Abreviação      | Ideologia                                                            | Espectro                       |
| ------------------------------------------------------------- | ------------------------------------------------------------------------------------------- | --------------- | -------------------------------------------------------------------- | ------------------------------ |
| Partidos em nível federal                                     |                                                                                             |                 |                                                                      |                                |
|                                                               | Liga dos Comunistas da Iugoslávia Савез комуниста Југославије / Savez komunista Jugoslavije | SKJ             | - Titoísmo - Federalismo iugoslavo                                   | Esquerda para Extrema-esquerda |
|                                                               | União das Forças Reformistas Savez reformskih snaga / Савез реформских снага                | SRSJ            | - Iugoslavismo - Social-democracia - Liberalismo social              | Centro-esquerda                |
| Apenas na República Socialista da Bósnia e Herzegovina (1990) |                                                                                             |                 |                                                                      |                                |
|                                                               | Partido da Ação Democrática Stranka demokratske akcije                                      | SDA             | - Nacionalismo bosníaco - Conservadorismo - Islamismo                | Direita                        |
|                                                               | Partido Democrático Sérvio Српска демократска странка / Srpska demokratska stranka          | SDS             | - Ultranacionalismo - Irredentismo sérvio - Populismo de direita     | Extrema-direita                |
|                                                               | União Democrática Croata da Bósnia e Herzegovina Hrvatska demokratska zajednica BiH         | HDZ BiH         | - Nacionalismo croata - Conservadorismo nacional - Democracia cristã | Direita                        |
|                                                               | Partido Social-Democrata da Bósnia e Herzegovina Socijaldemokratska partija BiH             | SKBiH - SDP BiH | - Antinacionalismo - Socialismo democrático - Social-democracia      | Esquerda                       |
| Apenas na República Socialista da Croácia (1990)              |                                                                                             |                 |                                                                      |                                |
|                                                               | União Democrática Croata Hrvatska demokratska zajednica                                     | HDZ             | - Ultranacionalismo - Irredentismo croata - Antiliberalismo          | Direita                        |
|                                                               | Partido da Reforma Democrática Stranka demokratskih promjena                                | SKH- SDP        | - Socialismo democrático - Antinacionalismo - Social-democracia      | Esquerda                       |
|                                                               | Coalizão do Acordo Popular Koalicija narodnog sporazuma                                     | KNS             | - Nacionalismo cívico - Liberalismo social - Liberalismo             | Centro                         |
| Apenas na República Socialista da Macedônia (1990)            |                                                                                             |                 |                                                                      |                                |
|                                                               | VMRO–DPMNE ВМРО–ДПМНЕ                                                                       | VMRO- DPMNE     | - Nacionalismo macedônio - Conservadorismo nacional - Anticomunismo  | Direita                        |
| Apenas na República Socialista da Eslovênia (1990)            |                                                                                             |                 |                                                                      |                                |
|                                                               | Oposição Democrática da Eslovênia Demokratična opozicija Slovenije                          | DEMOS           | - Democracia cristã - Liberalismo - Nacionalismo esloveno            | Centro-direita                 |
|                                                               | Lista Unida de Social-Democratas Združena lista socialnih demokratov                        | ZLSD            | - Social-democracia - Estatismo esloveno - Europeísmo                | Centro-esquerda                |
|                                                               | Partido Popular Esloveno Slovenska ljudska stranka                                          | SLS             | - Conservadorismo - Democracia cristã - Agrarianismo                 | Centro-direita                 |
|                                                               | Democracia Liberal da Eslovênia Liberalna demokracija Slovenije                             | LDS             | - Liberalismo - Liberalismo social - Europeísmo                      | Centro                         |
| Apenas na República Socialista da Sérvia (1990)               |                                                                                             |                 |                                                                      |                                |
|                                                               | Partido Socialista da Sérvia Социјалистичка партија Србије Socijalistička partija Srbije    | SPS             | - Populismo - Nacionalismo sérvio - Comunismo                        | Esquerda                       |
|                                                               | Movimento de Renovação Sérvia Српски покрет обнове Srpski pokret obnove                     | SPO             | - Nacionalismo sérvio - Irredentismo sérvio - Monarquismo            | Direita                        |
|                                                               | Partido Democrático Демократска странка Demokratska stranka                                 | DS              | - Liberalismo - Liberalismo social - Europeísmo                      | Centro                         |